# Национальная автономная федерация футбола Гондураса
Национальная автономная федерация футбола Гондураса (исп. Federación Nacional Autónoma de Fútbol de Honduras) — организация, отвечающая за управление футболом в Гондурасе. Федерация основана в 1951 году и присоединилась к ФИФА в том же году. В 1961 Федерация вступила в КОНКАКАФ.